# موریل باربری

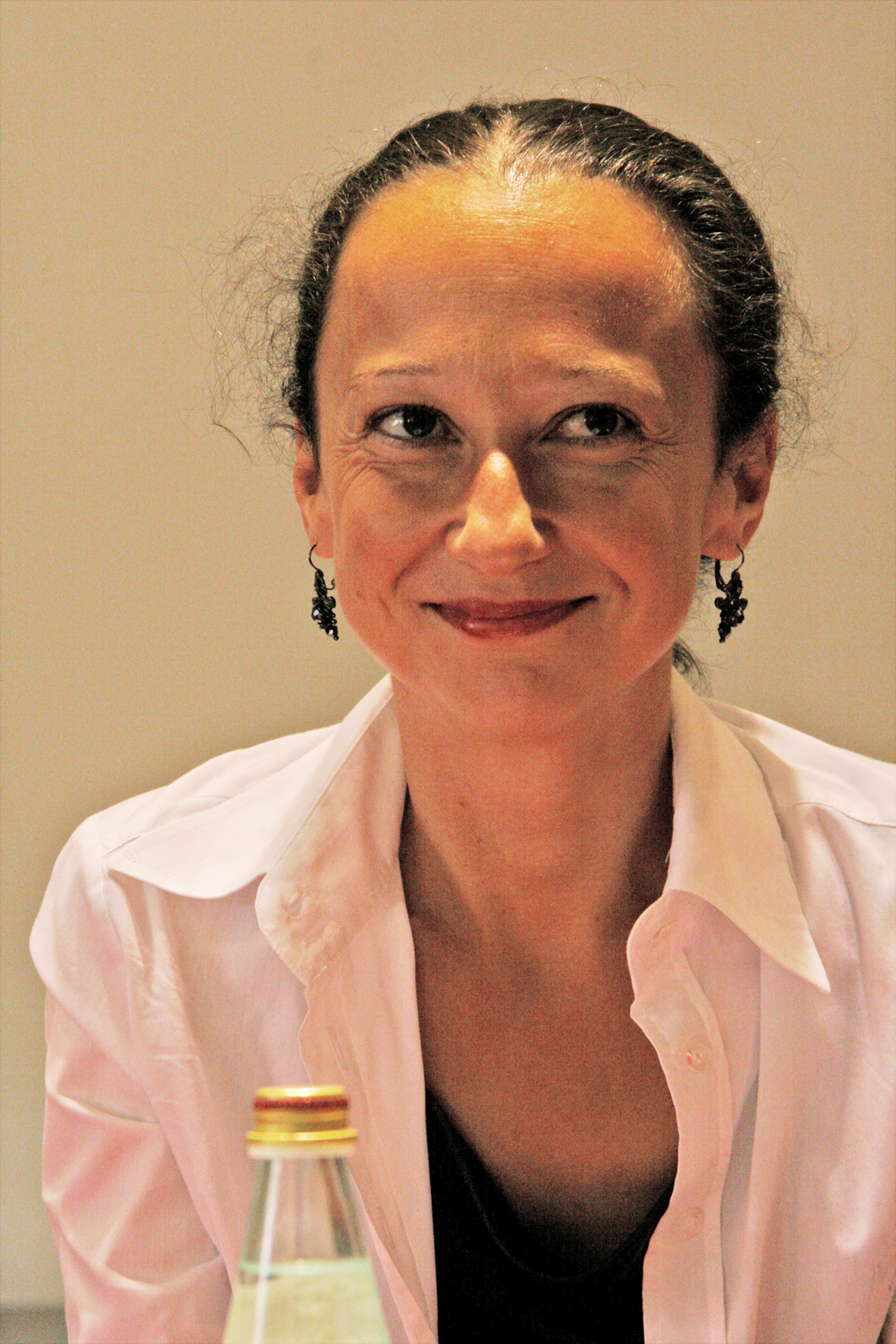
موریل باربری

موریل باربری(به فرانسوی: Muriel Barbery) (متولد ۲۸ مه ۱۹۶۹ در کازابلانکا، مراکش) رمان‌نویس مراکشی‌الاصل فرانسوی و استاد فلسفه است. او از دانش‌آموختگان فلسفه مدرسه عالی فونتنی سن-کلود است. نخستین رمان او «پرخوری» در سال ۲۰۰۰ به بازار آمد و اثر مشهور «ظرافت جوجه‌تیغی» در سال ۲۰۰۶ عرضه شد که با فروش میلیونی و جوایز متعدد هم‌راه شد. دو رمان خانم باربری توسط انتشارات گالیمار در فرانسه منتشر شده‌اند. وی هم‌اکنون در ژاپن زندگی می‌کند.